# Die Feen
Die Feen er Richard Wagners første komplette opera. Den er komponeret i 1833, da Wagner var 20 år gammel. Året før havde han opgivet sit første forsøg på at skrive en opera, Die Hochzeit. Wagner brugte navnene på de to hovedpersoner, Ada og Arindal, herfra til Die Feen.
Die Feen forblev uopført indtil kort efter komponistens død i 1883. Værket fik sin urpremiere i München. Det opføres kun sjældent i dag, og det er den eneste opera af Wagner, der ikke er blevet optaget til tv eller video. Der findes nogle pladeindspilninger, herunder en liveoptagelse fra 1982 dirigeret af Wolfgang Sawallisch.
Die Feen imiterer Carl Maria von Webers musikalske stil. Værket er et ungdomsværk, som ikke indeholder de komplekse melodiforløb og kromatiske skalaer, som kendetegner Wagners senere operaer.
Wagner gav selv det originale manuskript til Die Feen til Kong Ludwig II af Bayern. Senere fik Adolf Hitler det i hænde som en gave. Det gik til grunde med ham i flammerne, da han døde i en bunker i Berlin i de sidste dage af 2. verdenskrig.